# Rusó Sala
Rusó Sala, född 1982 i Roses, är en spansk (katalansk) singer-songwriter. Sedan slutet av 00-talet verkar hon som skivartist, oftast med text på katalanska, kompletterat med spanska och engelska. På Fil de coure (2015) hördes även sardiska och italienska.

## Karriär
2009 kom Salas första skiva, den tio låtar långa La ciutat imaginària ('Den påhittade staden'). Hon uppmärksammades året efter på sångtävlingar i både Horta-Guinardó och Salitja.
Mar endins ('Innanhavet') presenterades 2013, efter ett samarbete med den italienske jazzpianisten Kekko Fornarelli. Albumet kom ut på det jazzinriktade spanska bolaget Fresh Sound Records, på deras Blue Moon-etikett. Albumet, som utöver katalanskan även har ett par spår på engelska, spelades in i Studio Sorriso i italienska Bari.
Därefter dröjde det två år till Fil de coure ('Koppartråd'), ett album där hon utöver katalanskan även inkluderat låtar på spanska, italienska och sardiska. Albumet präglas av Salas samarbete med den sardiska gitarristen Caterinangela Fadda, och låttexterna hämtades denna gång till stor del från dikter av folk som Cesare Pavese, Federico García Lorca och Maria-Merçè Marçal.
2019 återkom Rusó Sala med sitt fjärde album, ett samarbete med slagverkaren Aleix Tobías och flöjtisten Míriam Encinas. Desirem ('Vi önskar') finansierades till stor del efter gräsrotsfinansiering via spanska Verkami, medan själva utgivningen skedde via det lokala skivbolaget Microscopi. Albumtiteln inspirerades av en text av den medeltida baleariska författaren Ramon Llull, och även musiken har ofta koppling till det medeltida och arabiska. Den avslutande sången "Morenika" hämtades ur den sefardiska sångtraditionen.

### Samarbeten

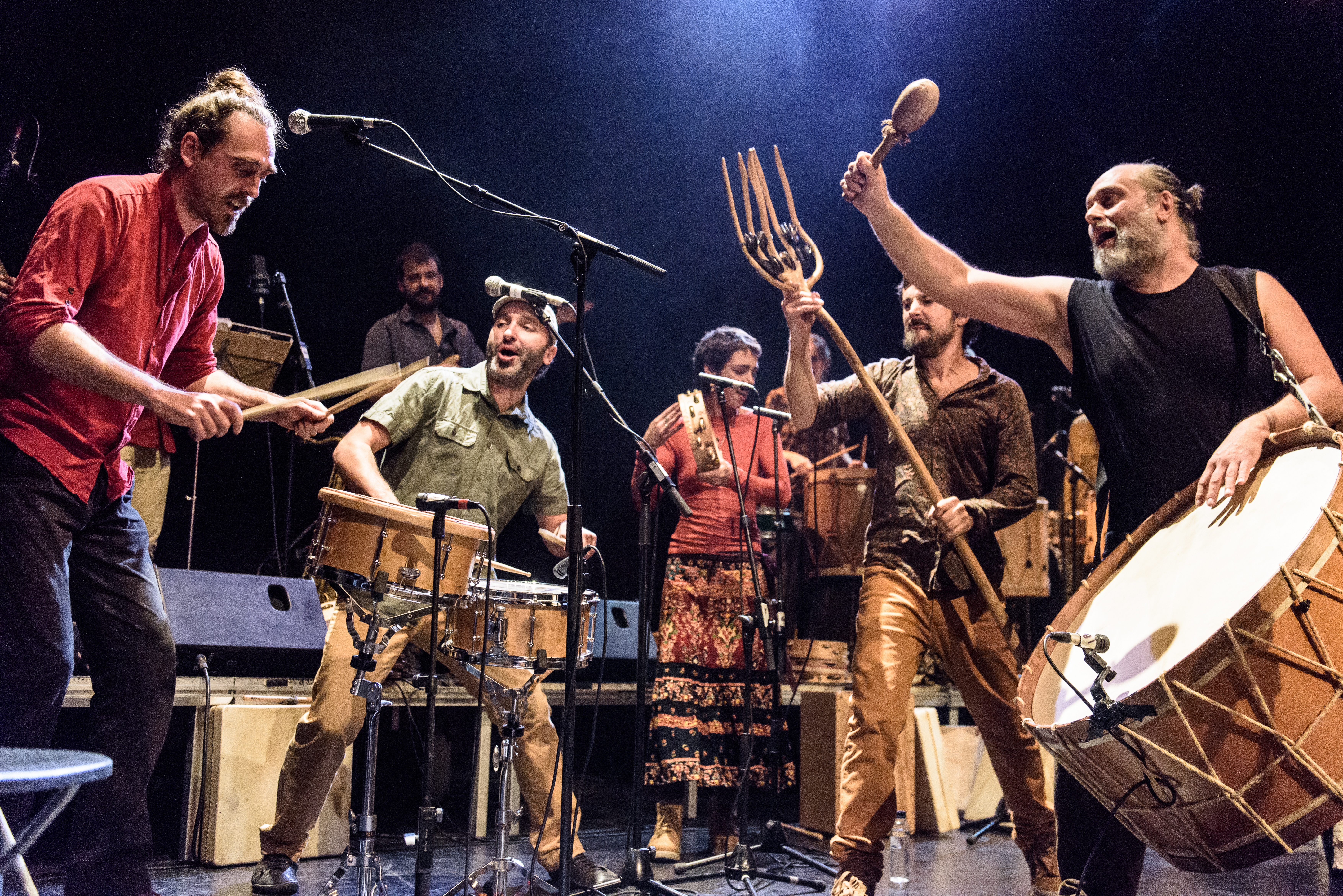
Slagverksensemblen Coetus, som Rusó bidragit med sång till sedan 2017.

Genom åren har Rusó Sala samarbetat med och bidragit till ett antal andra artisters musikproduktioner. Detta inkluderar namn som Clara Peya, Rosa Zaragoza och Bente Kahan. Sedan 2017 bidrar hon med sång till den iberiska slagverksensemblen Coetus (grundad 2008 av ovannämnde Tobías).

## Diskografi
- La ciutat imaginària (Microscopi, 2009)
- Mar endins (Blue Moon/Fresh Sound Records, 2013), med Kekko Fornarelli
- Fil de coure (Microscopi, 2015)
- Desirem (Microscopi, 2019)